# Торовидний стенд для моделювання процесу гідротранспортування

Торовидний стенд для моделювання процесу гідротранспортування (рис. 1 а)

Торовидний стенд для моделювання процесу гідротранспортування (рис. 1 б)

Торовидний стенд для моделювання процесу гідротранспортування — пристрій для моделювання процесу гідротранспортування у лінійному трубопроводі. Є фізичною моделлю безнапірних гідротранспортних систем.
Тривалий час торовидні стенди для моделювання процесу гідротранспортування використовувалися створеною у 1961 році експериментальною станцією гідротранспорту Донецького науково-дослідного вугільного інституту — «ДонВУГІ» (м. Донецьк). Пізніше — у 1967—1983 роках — відділом гідротранспорту Українського науково-дослідного та проектно-конструкторського інституту підземного гідравлічного видобутку вугілля — «УкрНДІгідровугілля»; у 1983—1991 роках — Донецьким комплексним відділом і Донецьким відділенням інституту «ВНДІГідротрубопровід» НВО «Гідротрубопровід»; а в новий час — АТЗТ НВО «Гаймек».

## Конструкції і принцип дії

### Варіант моделювання безнапірного гідротранспортування у рухомому торі
За цим варіантом тор поміщають на підшипниках і обертають із заданою швидкістю, яка регулюється варіатором. Завантаження тора пульпою — 2/3 об'єму. Тор розрашовується у вертикальній площині на опорах.

### Варіант моделювання безнапірного гідротранспортування у нерухомому торі
Трубопровід 1 виконано кільцевим з немагнітного матеріалу, а поршень 3 — з феромагнітного матеріалу. Під дією магнітного поля, створеного приводом, поршень 3 рухається усередині трубопровода 1. Привод 4 може виконуватись у вигляді обмотки лінійного електродвигуна чи, наприклад, у вигляді магніту, що обертається за допомогою утримувача навколо осі.
На рис. 1.(а) показано схему стенда з лінійним електродвигуном; на рис. 1.(б) — як приводний прилад використаний магніт, з'єднаний утримувачем з віссю обертання.
Стенд включає кільцевий трубопровід 1, забезпечений мінімум одним отвором 2 з кришкою. Усередині кільцевого трубопровода розташовано феромагнітний поршень 3. Останній може бути виконано у вигляді кулі чи циліндра з кривиною твірної, яка дорівнює кривині стінок труби.
Феромагнітний поршень покритий еластичною оболонкою для забезпечення меншого тертя між поршнем та стінками труби, а також зменшення вимог до точності виготовлення елементів стенда.
Пристрій, що створює магнітне поле для взаємодії з феромагнітним поршнем, виконаний у вигляді обмотки 4 лінійного електродвигуна, показано на рис. 1.(а), виконано у вигляді магніту 5, з'єднаного утримувачем 6 з віссю обертання 7 — на рис. 1.(б).
Стенд працює наступним чином.
Кільцевий трубопровід 1 через отвір 2 з кришкою заповнюється гідросумішшю під заданим тиском, що дорівнює тиску на виході з насосної станції. Феромагнітний поршень при цьому «зважується» у гідросуміші, не порушуючи її однорідності по щільності. При включенні лінійного електродвигуна чи магніту 5, з'єднаного утримувачем 6 з віссю обертання 7, феромагнітний поршень 3 під дією магнітного поля рухається усередині кільцевого трубопровода 1. При своєму русі поршень 3 переміщує гідросуміш по кільцевому трубопроводу 1 з заданою швидкістю.
Рух феромагнітного поршня 3 у потоці гідросуміші не спотворює картину потоку через однаковість ваги поршня та гідросуміші. Гідросуміш під дією феромагнітного поршня 3 рухається в одному напрямі, що забезпечується тим, що діаметр поршня дорівнює внутрішньому діаметру трубопровода. Розміщення трубопровода у горизонтальній площині стабілізує швидкість потоку. При цьому режим течії гідосуміші ідентичний натурному. При неоднорідному транспортуючому матеріалі, наприклад крупногрудковому вугіллі, руді і т. ін., перед пуском лінійного електродвигуна гідросуміш у трубопроводі гомогенізується вібраціями чи за рахунок обертання всього працюючого трубопроводу стенда відносно осі, що проходить через його центр.